# Roy Casagranda
Roy Edward Casagranda (* 1969) ist ein US-amerikanischer Politikwissenschaftler, Historiker und Autor. Er ist Professor für Politikwissenschaft am Austin Community College (ACC) und Gründer der Austin School, einer öffentlichen Vortragsreihe, die sich mit Geschichte, Geopolitik und internationalen Beziehungen beschäftigt.

## Leben
Roy Casagranda wurde 1969 geboren und heiratete 1991 in Harris (Texas) Victoria E. Edwards von der er 1993 geschieden wurde. 2002 heiratete er in Travis (Texas) Banafsheh Madanine (bzw. Madaninejad), die als Studentin aus dem Iran in die USA gekommen war und inzwischen mehrere Universitätsabschlüsse hat und als Universitätsprofessorin arbeitet.

## Akademischer Werdegang
Casagranda erwarb 1990 einen Associate in General Studies an der University of Maryland  Global Campus, European Division, Würzburg , 1994 einen BS in Political Science sowie 2002 einen Master in Politikwissenschaft an der University of Houston. Seit 2006 lehrt Casagranda als Professor am Government Department des Austin Community College. 2007 bis 2012 hat er als Adjunct Associate Professor of History an der University of Maryland online Unterricht gegeben, wo er unter anderem Lehrmodule zum Zweiten Weltkrieg entwickelte. 2017 wurde er an der University of Texas at Austin mit einer Arbeit zum Thema Colonization of the Normative Realm in the Age of Instrumentality promoviert.

## Forschung und Publikationen
Seine Forschungsinteressen umfassen politische Philosophie (insbesondere antike, moderne und deutsche kontinentale), den Nahen Osten, amerikanische Außenpolitik, Geschichte des östlichen Mittelmeerraums und Entscheidungstheorien. Casagranda veröffentlichte Artikel in verschiedenen Medien, darunter in iranischen Reformzeitschriften wie Merhnameh und Donya-e-Eqtesad Daily. In den USA schrieb er für den Austin American-Statesman und analysierte unter anderem den Arabischen Frühling. Er ist Autor des historischen Romans The Blood Throne of Caria (2018) und wirkte als Lektor bei militärhistorischen Werken wie Island of Fire und Besieged mit.

## Medienauftritt
Seit Beginn seiner akademischen Laufbahn hat Casagranda einen erzählerischen Ansatz in der Wissensvermittlung verfolgt, der sich von traditionellen akademischen Vortragsformen unterscheidet. Dies führte zu einer Karriere als öffentlicher Wissenschaftler mit einer bedeutenden Präsenz in sozialen Medien. Casagranda hält regelmäßig öffentliche Online-Vorlesungen, die auf seinem YouTube-Kanal veröffentlicht werden und hohe Aufrufzahlen erreichen. Casagranda betreibt einen Blog und einen Online-Shop.  Er ist als Berater für die Safe Space Pictures Foundation tätig.

## Auszeichnungen
2017 erhielt Casagranda den NISOD Teaching Excellence Award für herausragende Lehre.

## Publikationen

### Romane
- The Blood Throne of Caria. Sekhmet Liminal Press, 2018.

### Zeitungsartikel
- “The Libyan Uprising and Foreign Intervention.” Mehrnameh 2, no. 1 (2011): n.p. [A leading, Tehran-
- based, reformist socio-political monthly].
- “Revolts Stir Pride, Memory of Shame in Austinite with Egyptian Roots.” Austin American-Statesman,
- April 17, 2011, sec. D1.
- “The Arab Revolution.” Mehrnameh 1, no. 9 (2011): 108-11.
- “Conservatism and the Republican Party.” Mehrnameh 1, no. 7 (2010): 151-55.
- “Religion in U.S. Politics.” Mehrnameh 1, no. 6 (2010): 148-51.

- “The Nature of the Tea Party Movement.” Mehrnameh 1, no. 5 (2010): 118-21.

### Herausgeberschaft
- mit Mark, J. (2011). Besieged: The Epic Battle for Cholm. Pymble, NSW: Leaping Horseman Books, 2011.
- mit Mark, J. (2007). Island of Fire: The Battle for the Barrikady Gun Factory in Stalingrad. Pymble, NSW: Leaping Horseman Books, 2007.